# Wareham Island
Wareham Island är en ö i Kanada.   Den ligger i territoriet Nunavut, i den östra delen av landet, 2 300 km norr om huvudstaden Ottawa. Arean är 2,5 kvadratkilometer.
Terrängen på Wareham Island är lite kuperad. Öns högsta punkt är 409 meter över havet. Den sträcker sig 1,9 kilometer i nord-sydlig riktning, och 2,4 kilometer i öst-västlig riktning.